# Endingen (Argovie)
Pour les articles homonymes, voir Endingen.
Endingen est une commune suisse du canton d'Argovie, située dans le district de Zurzach.

## Histoire

Photo aérienne (1958).

Situé sur le cours de la Surb, le village est mentionné pour la première fois en 798 sous le nom d'Entingas. Cependant, la région est colonisée depuis le Néolithique comme en témoignent plusieurs trouvailles archéologiques de cette période et de l'âge du bronze. Dès le XIIIe siècle, le village fait partie des terres des Habsbourg et est administré par le bailliage de Siggenthal, puis par celui de Baden après 1415. 
À partir du XVIIe siècle, une forte communauté juive s'installe dans la commune en raison de la proximité des foires de Zurzach et de Baden. Endingen ne possédant, pour des raisons historiques, ni église catholique ni église réformée, la synagogue (construite en 1764, et rebâtie en 1852) est le seul édifice religieux du village. Dès 1776, une loi fédérale restreint l'établissement des juifs en Suisse aux seules communes d'Endingen et de Lengnau. Le village est le théâtre de la Zwetschgenkrieg (en allemand guerre des pruneaux) du 12 septembre 1802, un pogrom contre la population juive.
À la suite de la reconnaissance de la liberté d'établissement (en 1866) et de culte (en 1874) des juifs par le gouvernement fédéral, ceux-ci quittent progressivement la commune jusqu'en 1920. 
Principalement agricole, la commune abrite également une forte population de pendulaires qui travaillent à Baden. Le 1er janvier 2014, la commune a englobé son ancienne voisine d'Unterendingen.

## Monuments

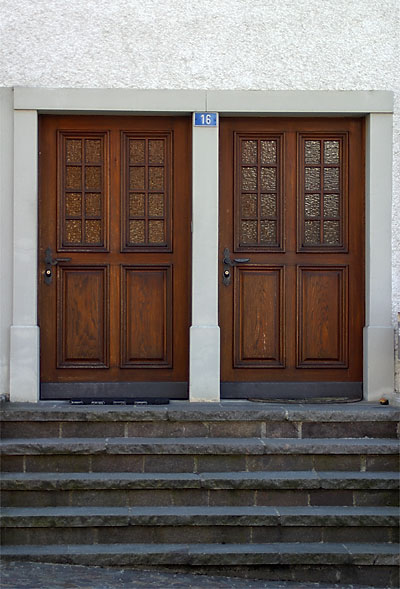
Maison traditionnelle avec ses deux portes.

Outre la synagogue, la commune d'Endingen abrite, à sa frontière avec Lengnau, un cimetière juif.
Dans la vieille ville, plusieurs bâtiments présentent une curiosité architecturale.

## Personnalité liée à la commune
Ruth Dreifuss (1940 - ), conseillère fédérale de 1993 à 2002, présidente de la Confédération suisse en 1999, est originaire d'Endingen.
Le romancier suisse Charles Lewinsky (1946 - ) y situe la première époque de son roman Melnitz, vaste saga d'une famille juive suisse entre 1871 et 1937.

## Sources

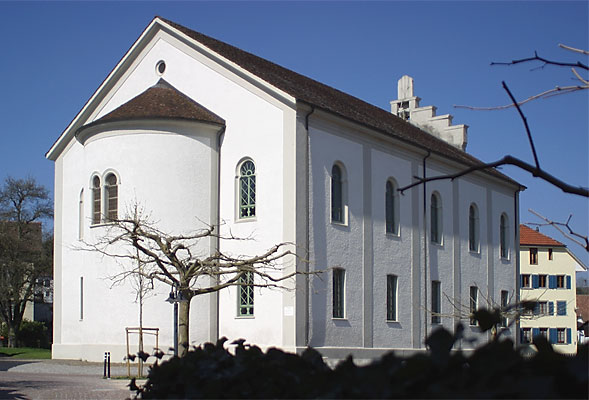
Synagogue d'Endingen.

- (de) Cet article est partiellement ou en totalité issu de l’article de Wikipédia en allemand intitulé « Endingen AG » (voir la liste des auteurs).
- Andreas Steigmeier, « Endingen » dans le Dictionnaire historique de la Suisse en ligne, version du 13 mars 2006.